# Eacles imperatoria
Eacles imperatoria är en fjärilsart som beskrevs av John Abbot och Smith 1797. Eacles imperatoria ingår i släktet Eacles och familjen påfågelsspinnare. Inga underarter finns listade i Catalogue of Life.